# 木原敏江
木原 敏江（きはら としえ、1948年2月14日 - ）は、日本の漫画家。女性。東京都目黒区出身。血液型はB型。愛称ドジさま。

## 来歴
3人きょうだいの長女。高校を卒業するころから漫画家を志し、銀行員を経て1969年（昭和24年）、『別冊マーガレット』（集英社）の3月号に掲載された『こっち向いてママ!』でデビュー。花の24年組の一人。初期は「木原としえ」のペンネームで活動していた。
1977年から1984年にかけて、大正時代の旧制高校を舞台にした『摩利と新吾』を『LaLa』（白泉社）で長期連載。登場人物のデータや作者インタビューなどが収録された関連本『木原敏江 しまりんごスペシャル』や、作中で歌われる寮歌などを収録したイメージアルバムレコードが発売されたほか、現在までにコミック、文庫、愛蔵版、新書で出版されている。1985年には『夢の碑』シリーズで第30回小学館漫画賞少女向け部門を受賞。1998年には『雨月物語』が第1回文化庁メディア芸術祭マンガ部門で大賞を受賞。後年では『月刊flowers』（小学館）、『プリンセスGOLD』（秋田書店）を中心に執筆活動をしていたが、『杖と翼』終了後にもう長期連載は描かないと宣言した。
『アンジェリク』（上演時タイトル『青き薔薇の軍神（マルス）』）、『夢の碑』、『大江山花伝』、『とりかえばや異聞』（上演時タイトル『紫子（ゆかりこ）』）は宝塚歌劇団で舞台化された。
また、スターシステムを採用しており、特に『アンジェリク』のフィリップに代表される性格・容貌の「うるわしのフィリップ」が『王子さまがいいの!』の時点で16作品に登場しており、『王子さまがいいの!』の中で「十六面相」と名乗った。
2009年に逝去した小説家の栗本薫とは親しく、『シルクロードの シ』を始めとして共著や対談が多かった。
2012年 - 2014年、『プリンセスGOLD』（秋田書店）にて『それは怪奇なセレナーデ』を連載。
2018年、『プリンセスGOLD』の電子書籍専売により『白妖の娘』を移籍した『ミステリーボニータ』にて2018年7月号から2019年3月号まで連載。

## 作品リスト

### 漫画作品

#### 夢の碑および派生作品
- 夢の碑
- 大江山花伝
- 花伝ツァ
- 夢幻花伝

#### 百合シリーズ
- 花草紙 - 週刊マーガレット1976年 5号 ～ 9号
- 王子さまがいいの![注釈 1]

#### ヴェッテンベルク・バンカランゲン
- あーらわが殿! - 「摩利と新吾」の原点。
- 摩利と新吾

#### 令嬢アンジェリク
- アンジェリク

#### 夢見るゴシックシリーズ
- それは怪奇なセレナーデ
- それは常世のレクイエム
- 星降草子（ほしふりのそうし）[注釈 2]
- 〈続〉星降草子（ほしふりのそうし）

#### 杖と翼シリーズ
- 杖と翼
- 杖と翼 番外編

#### その他
- 天まであがれ!
- 水晶と天鵞絨
- 岩を枕に星を抱き
- 純金の童話
- 銀晶水
- 銀色のロマンス
- 愛しき言つくしてよ
- ダイヤモンド・ゴジラーン
- 煌（きら）のロンド
- 四十七文字
- エメラルドの海賊
- ふるふる
- 無言歌
- 白い森
- 花ざかりのロマンス
- 日なたへ日かげへのロマンス
- お出合いあそばせ
- 花の名の姫君
- ジークリンデの子守歌
- どうしたのデイジー?
- 落葉だらけのロマンス
- ラストタンゴ[注釈 3]
- 銀河荘なの!
- いとし君へのセレナーデ[注釈 4]
- クラシックなサファリ
- 千歳の再会
- 雨月物語（「マンガ日本の古典28」、中央公論社、のち中公文庫）
- 大正浪漫探偵譚
- 黄昏のシンデレラ
- 白妖（びゃくよう）の娘
- 王朝モザイク（『ザ マーガレット』2019年10月号 - 2020年春号）

### 漫画以外の共著
- シルクロードのシ（栗本薫との共著、白泉社、1983年 / 集英社文庫、1986年）
- 総特集 木原敏江 - エレガンスの女王（図書の家編、河出書房新社、2017年10月）

### イラスト集・原画集
- 銀晶水
- 虹の森の鬼
- 夢占舟
- 「雪月花」 木原敏江イラスト詩集
- チェリッシュギャラリー 「摩利と新吾」 木原敏江自選複製原画集1・2
- 幻想遊戯
- 吟遊詩人
- 雨月物語

## アシスタント
- 名香智子
- 酒井美羽